# 一季风暴
一季风暴是菲律宾的一个民间动乱时期，由一系列激烈的反对政府的示威、抗议、游行组成，时间是1970年1月至3月，即1970年第一季度。学生积极分子在这些示威活动中发挥了重要作用，表达了他们对该国经济危机和帝国主义猖獗的谴责。这些暴力抗议，以及他们随后发起的抗议活动，是导致1972年宣布戒严的主要因素。

## 背景
由于政府陷入债务、通货膨胀失控、比索价值持续下降，该国正在经历危机。不断上涨的价格和失业率抵消了最低工资的轻微增长。小貝尼格諾·阿基諾说，国家正在变成一个“驻军国家”，马科斯总统本人将国家形容为“社会火山”。

### 学生行动
爱国青年组织是何塞·马利亚·西松于1964年11月30日创立的政治组织，旨在成为菲律宾大学学生文化协会（Student Cultural Association of the University of the Philippines）的全国性“延伸”，菲律宾大学学生文化协会也是西松于1959年创立的学生活动组织，旨在迈向“大学学术自由，反对国家与教会的共同阴谋”。爱国青年倡导团结起来反对美帝国主义并从美帝国主义中解放出来，他们认为美帝国主义使“人民的苦难更加复杂和严峻”。他们在美国大使馆举行的首次示威活动于1965年1月25日举行。此后，爱国青年一直积极参加各种集会和示威活动，如谴责劳雷-兰利协议（Laurel–Langley Agreement），平价修正案（Parity Amendments），共同防御条约，1966年南越总理阮高祺国事访问，马科斯总统对美国的国事访问，1966年10月24日马尼拉首脑会议，菲律宾人在美国基地被杀害以及尼克松总统的访问。
1966年10月24日至25日在马尼拉首脑会议上举行的集会以暴力结束。媒体和政府官员提醒公众要对这个国家的游客表示礼貌，并展示“传统的菲律宾式招待”。此外，马尼拉市市长办公室宣布，不会发布反对马尼拉峰会的证明。峰会开始前一天，当参议员开始到达时，一群学生在名称标语牌周围挥手示意，辩护说他们没有示威，只是设立纠察线。他们被警方带走，并通知他们将被控在没有许可的情况下进行示威。10月24日，爱国青年在马尼拉酒店门前举行示威游行，抗议美国的越南战争，导致暴力驱散。一名学生死亡，数人受伤，七人被捕，他们被控破坏和平。
西松于同年12月到马尼拉雅典耀大学讲述了10月24日运动的事件。西松突出了当前国家与1896年反对西班牙的菲律宾革命时的国家之间的相似之处：
如果才华横溢的学生——黎剎博士、艾米利奥·哈辛托（Emilio Jacinto）和格雷戈里奥·德尔·皮拉尔（Gregorio del Pilar）——仅仅专注于陈旧的学术研究、追求成功的职业生涯和成功的婚姻——以《El Filibusterismo》中帕斯塔先生（Señor Pasta）的成熟风格——现在他们将对这个国家毫无价值，毫无价值。……我们自豪于自己的年龄和谨慎感的长辈应该从1896年的和今天的革命和民族青年运动中学习。长辈们现在不应承担检查官和黑人法官的职能，谴责旧民主主义革命的爱国者是颠覆性的异教徒。
总的来说，1968年期间，发生过许多当地学生骚乱和示威活动，试图解决内部问题，“从厕所脏臭到学费增加。” “例如，在阿拉内塔大学，据其学生委员会主席塞萨尔·柏加德斯（Cesar Bercades）说，示威导致学校财产损失达56,920.34比索，并使8名学生从大学和所有学校开除。”

### 制宪会议
在1969年选举竞选期间，学生们呼吁抵制投票，并推动名为“Dante for President”运动的模拟运动，丹特可能是指新人民军创始人贝尔纳贝·布斯凯诺。 在这次选举中，费迪南德·马科斯连任。从1970年开始，已经有传言说他在关注第三届任期，主要政党已经在为即将到来的制宪会议选举做准备。
1月26日集会前几天，《黎明报》（东方大学学生周报）前编辑曼纽尔·马丁内斯（Manuel F. Martinez）评论道：  
现在是所有麻烦制造者来援助该国的时候了。因为剥削者获得胜利的唯一机会是革命者无所事事……我们必须为制宪会议制造麻烦，为既得利益者制造麻烦，为肆意挥霍的富人制造麻烦，为这个可憎组织和糟糕现状制造麻烦……如果会议受控于反对改变制宪会议固有条款的相同利益，那么会议必须被凿沉或毁坏。孕育于贪婪，出生于祸害，养育于罪恶，肆虐的资本主义精神始终未败于使人类制度屈服于服务不公正和罪恶。
他澄清说，“麻烦”这个词不是字面意义上的，而是青年人应该参与即将到来的会议，他们一直在为此奋斗。学生示威者为了更多参与，为制宪会议拟定了宣言，其中包含以下规定：
- 全国会议代表的无党派选举
- 投票检查员的无党派组成和省级拉票委员会
- 作为候选人竞选的公职人员应当在申请候选人资格时辞职或放弃其职位
- 选举委员会必须规范候选人的选举宣传和费用
- 会议代表在会议之后必须立即失去参加竞选公职的资格
- 代表的年龄要求应从25岁降至21岁

## 始末

### 1月26日：第七届国会开幕示威
该示威活动由菲律宾学生全国联盟（National Union of Students of the Philippines，简称菲学国联）举行，由埃德加·乔普森（Edgar Jopson）主席从马尼拉雅典耀大学领导，在第七届菲律宾国会开幕之时，马科斯总统正在作其第五次国情咨文。菲学国联获得了必要的许可，并在几天前的新闻发布会上宣布了集会，称其为“一·二六运动”并宣布其目的，即推动无党派制宪会议（non-partisan Constitutional Convention）。1月26日是星期一和星期五一系列和平示威的高潮。来自其他“激进”组织的人们参加了示威游行，但他们对制宪会议不感兴趣，而是追求革命。标语牌是由政府在竞选期间发放的大型日历制成的，用以表明总统为希特勒或第一夫妇为邦妮和克莱德。旗杆周围摆放着棺材、鳄鱼皮革和总统肖像的纸板标志。
马科斯总统在他题为《国家纪律：我们未来的关键》的国情咨文中呼吁改变现状，反映了学生示威者表达的情绪。下午五点钟左右离开建筑物时，纸板棺材和鳄鱼皮革被扔向他，肖像被点燃，示威者开始喊叫。然后警察向示威群众发起冲击，将他们分散开来，让总统和他的同伴安全离开该地区。有些人被警察带走并撤回立法大楼。其他示威者（主要是那些来自“激进”组织的人）重新集合，连起手臂，向前推进，并高呼：“Makibaka！Huwag matakot！”（战斗！不要害怕！）
在接下来的几个小时里，集会者和警察继续沿着布尔果斯大道（Burgos Drive）进行战斗。在骚乱的高潮中，参议员伊曼纽尔·佩雷兹（Emmanuel Pelaez）介入学生示威者，抢救被追捕的示威者并要求警方撤出。但是，防暴队并没有撤退。参议员随后因此行为被示威者所欢呼，并将他抬到肩上，因此他暴露在警察的飞石之下。晚上九点左右，暴乱仍在继续，示警射击向空中发出。骚乱在大约晚上10点停止，大多数示威者在其他地方集结，以确保早些时候被捕的同伴被释放。
集会结束后，至少有两人证实死亡，数人受伤。当时的马尼拉市市长安东尼奥·维勒加斯（Antonio Villegas）赞扬马尼拉警区的“模范的行为和勇气”和在第一夫妇离开之后很长时间保护他们。然而，由于“史无前例地显示了虐待狂”，这一事件遭到蔑视。学生们宣布为期一周的罢课，并组织抗议集会。接下来的星期三，国会设立了一个联合委员会来调查“普遍示威的根源”。第二天，由菲律宾大学主席萨尔瓦多·洛佩兹（SP Lopez）率领的菲律宾大学教职员前往马拉坎南。他们被邀请参加总统的学术讨论，在那里马科斯训斥他们，挑战团体中的任何共产主义者，就民主和共产主义的长处进行辩论。

### 1月30日：门迪奥拉之战
国情咨文四天后，为了谴责国家法西斯主义和警察暴行，示威者，大多数是学生，游行至国会。反法西斯集会一直持续到下午5点。其中一位领导人用麦克风说完闭幕词时，“Malacañang！Malacañang！”的喊声主要来自菲律宾商业学院和菲律宾大学的学生。这导致许多人在抗议歌曲中唱起抗议歌曲并高喊“Makibaka，huwag matakot！”（战斗！不要害怕！）他们开始走向阿亚拉桥（Ayala Bridge），升起菲律宾国旗，并决定直接前往马拉坎南宫，在马科斯家门口抗议，他们被宫殿缓缓关在门外时听到了枪声。一些更激进的集会者正在冲击隔开他们与宫殿的金属栅栏。
这些情况发生时，不同学生领袖已经在马拉坎南宫与费迪南德·马科斯会晤，提出以下要求：“举行无党派制宪会议；身为两任总统的马科斯承诺不会突然改变禁止总统谋求第三任的规则；马尼拉警察局的高层辞职；以及解散吕宋岛中部的准军事部队。”下午三点半左右，菲律宾师范学院的波西亚·伊拉根（Portia Ilagan）、埃德加·乔普森（Edgar Jopson）、其他学生领袖以及菲学国联的其他成员被允许作为马科斯的听众出席，敦促总统举行无党派制宪会议，并且避免第三次竞选总统。
马科斯说他对第三个任期不感兴趣，乔普森要求他写下来，这让马科斯抨击他，称他只是一个杂货商的儿子。总统不同意他们的条件，他们的会议在下午6点左右结束。当他们前往马拉坎南宫的前门时，他们听到玻璃破碎和药盒爆炸的声音。 由于学生与总统的对话发生在宫内，宫外的学生面临着自己的困难。宫外有人大声呼叫让宫殿开灯，宫殿照做了，这导致了其中一盏灯的破碎。学生认为这是从宫殿内向外面的学生抛出的石头，学生们向宫殿扔石块作为回应。
抗议者声称，马拉坎南宫警卫从内部向他们投掷弹丸，从而开始暴力行为，导致他们接管了一辆消防车，并将其打入马拉坎南的4号门。一旦大门被打破，大胆的示威者将冲入宫殿抛掷石块、药盒、燃烧瓶。总统护卫营然后用枪全力出击。示威者撤退了，但没有在消防车和一辆政府汽车燃烧之前撤退。
抗议者朝阿圭列斯街道（Arguelles Street）跑去，以避开宫殿前的爆炸。学生示威者不断被赶出何塞·劳雷尔街道（Jose Laurel Street），并进一步被赶出门迪奥拉，在那里他们建造了一个街垒，阻止来自宫殿的防暴警察和武装士兵。随着来自附近宿舍的学生加入他们，抗议者人数不断增加。一切都是即兴创作的，他们没有任何有组织的计划。抗议者与武装部队作战，并用棍棒和药盒保卫自己。最终，部队成功分离了抗议者，结束了集会。许多人受重伤，并且因为警察部队以实弹报复，导致了流血。子弹被射向示威者，造成四名学生死亡。武装部队据称袭击了手无寸铁的学生。这是青年和军队之间的拉锯战。学生和军队交替占领门迪奥拉桥（Mendiola Bridge），直到晚上九点钟，终于最终落入军方手中。虽然部队能够驱散武装分子，但他们未能清除M. Aguila街道、莱加尔达街道（Legarda Street）和雷克托大街（Recto Avenue）以及溪仔婆區的其他集会者。门向这些集会者打开，人们在二楼窗户做手势，警告他们街上有武装部队。
1970年1月30日的集会在海外引起了不同反应。新加坡的《东方太阳报》（Eastern Sun）为1月30日的暴动写了一篇社论，提到马科斯总统对示威者“采取强硬路线”是正确的。尽管说这些示威活动是中国共产主义鼓舞的叛乱的一部分的指控看起来夸大其辞，他们认为为了强调这一点，夸大其辞是必要的。然而，香港的一家独立中文报纸认为，说这些学生想在1月30日的骚乱中接管政府是过分夸张的，这篇文章并不否认部分共产主义者参与暴力的可能性，“说他们试图占领总统府，在武装起义中建立中国共产主义类型的执政力量不过是一种夸张。”

### 2月12日
2月12日，米兰达广场（Plaza Miranda）最大规模的集会发生了。当民主菲律宾运动（Movement for a Democratic Philippines）的领导人最初同意在这一天晚上与总统进行讨论时，计划的集会几乎被取消，但人们认为对话可能是无意义的，集会照常举行。这场集会召集了1万到5万人，他们坐在教堂露台的树上，坐在街道上，站在低矮的建筑物的屋顶上，站在广场的其他地方，听溪仔婆教堂外的演讲者发言。这些发言者讨论并反对帝国主义、封建主义和法西斯主义。

### 2月18日：在美国大使馆
五千名激进分子聚集在米兰达广场。这场持续到晚上的示威开始了现在被称为“人民大会”（people's congress）的行动。 当他们高呼并从人群中脱身向美国大使馆游行时，“战斗！不要害怕！”在场景中回荡。武装分子把美国大使馆捣毁为美国帝国主义的一种谴责形式。他们指责美国法西斯主义且支持马科斯。激进分子在警察抵达前数小时使用石块和药盒摧毁了大使馆大堂。
第二天，美国大使向政府发出便条，抗议前一天晚上发生的“肆意破坏行为”，菲律宾政府在三小时内回复了一张道歉便条。

### 2月26日：示威，在沉园和美国大使馆
尽管没有获得批准，但民主菲律宾运动激进分子在米兰达广场集会。激进派坚持要求集会的权利，无论是否有许可，集会都会继续。马尼拉警察和菲律宾警察大城市司令部（Philippine Constabulary Metropolitan Command）在他们迁移到广场之前袭击了集会，导致激进分子被驱散。活动分子在沉园（Sunken Garden）重新集合，几次演讲后，继续前往美国大使馆。他们向大使馆投掷石块并在抵达时与警察进行斗争。活动分子逃离了，并在几小时后于门迪奥拉重新组合，以重演1月30日的抗议活动。作为报复，警察进入菲律宾商学院，打击学生和教授，洗劫办公室和教室。

### 3月3日：人民游行
3月3日，决心追求其事业的民主菲律宾运动安排了“人民游行”（people's march）。据报道，这次游行以持枪警察防暴队和石头投掷示威者之间的一边倒战斗告终，似乎给了人们举办学生、农民和劳动者聚会的无数理由。当时的吉普车司机正在进行罢工，瘫痪了这座城市的交通系统三天，因为司机反对交通警察。 尽管参加游行的人需要从一个集合点走到另一个集合点，参与组织仍成倍增加。游行路过了湯都區、劳顿广场（Plaza Lawton）和美国大使馆，他们再次与警方进行了另一次斗争，警方这时更富侵略性，追逐着全城的活动分子。正如拉卡巴（Lacaba）在这篇叙述中所报道的，一个名叫恩里克·斯塔·马利亚（Enrique Sta. Maria）的男孩被警察抓住并被折磨致死。

### 3月17日：门迪奥拉催泪瓦斯事件
激进分子继续集结，以进一步推动他们的事业。3月17日，他们举行了所谓第二次人民游行（second people's march）。这比第一次更长，专注于与贫困作斗争。游行路线沿着穷人的贫民窟。他们在早上开始，在Moriones广场停下，在那里对人民的敌人进行了法庭判决。他们在晚上继续前往美国大使馆。当游行者抵达时，警察已经在大使馆就位了，但是活动分子想要避免与警察对抗，他们前往门迪奥拉，在路中间生起篝火。警察去了现场并释放催泪瓦斯。

### 3月17日后
1970年6月12日晚，据媒体报道，菲律宾独立宣言72周年的庆祝活动与往年不同。据报道，根据马科斯政府的财政限制政策，将不会有一场盛大的缤纷游行，相反，菲律宾军事学院、海鼓军团（Marine Drum and Bugle Corps）和菲律宾空军蓝钻（Blue Diamonds of the Philippine Air Force）将在早上八点进行一场简单的公开“军事表演”。此外，总统会在上午七点钟向共和国和国旗宣读一份忠诚誓言（而不是在中午冗长演讲），这个时刻可以避开反对现政权的示威者。

## 后续

### 关于暴力的讨论

#### 示威是“将来事物的预兆”
当1月30日骚乱爆发的消传出时，旁观者，特别是参加示威的学生的父母，对这些骚乱中的军事行为感到震惊，质疑门迪奥拉对武装军人的需要。上述骚乱的参与团体声称，这起暴力事件是由马拉坎南宫警卫引发的，他们从内部向抗议者投掷弹丸，从而挑起示威者进行报复，并将一辆消防车撞向马拉坎南宫4号大门。随着菲律宾警察大城市司令部和菲律宾警察的到来，这些暴力事件升级为流血事件，一些团体如爱国青年，声称武装部队袭击了手无寸铁的学生。
这引起了对灌输这些学生要求的变革时，武力必要性的质疑。纳米西奥·普律坦特（Nemesio Prudente）博士，一位教育家和学生的热心辩护人，当时预言说，如果领导层不能满足我们的学生的要求——廉洁诚实称职的领导层、改革、社会正义、消除贫困、人人享有高质量和廉价教育以及参与决策的权利，那么1月26日和30日的暴动就是“将来事物的预兆”。他评论暴力事件，称它将继续进行，直到政府领导人和学生团体之间有正确理解和公开沟通。
这些展现了当时日益流行的学生行动主义，与当时其他学生发挥了重大作用的国家示威活动并行，例如印度尼西亚苏加诺政权的倒塌和苏联在布拉格之春中的崩溃。

#### 爱国青年对暴力的立场
由于爱国青年是在恢复和完成1896年菲律宾革命的愿望下建立的，现在正与“一种新型殖民主义”作斗争，它试图在民族主义被认为是危险概念的时代再次激发民族主义。然而，该组织的积极愿望由于共产主义的消极形象而被忽视，这是由于世界其他地区共产主义叛乱的消息，以及爱国青年成员本身的个人行为，包括在内格罗斯（Negros）的持不同政见运动，莱昂西奥·古（Leoncio Co）和其他青年在参与塔拉克斯大林大学（Stalin university in Tarlak）活动时被捕，以及创始人何塞·马利亚·西松，别名格雷罗，在吕宋岛中部虎克运动中的活动的传言。
然而，该团体认为这种暴力是客观的现实，同时他们坚持认为，尽管爱国青年参与了许多导致暴力的示威活动，但骚乱一直是由于警方而非其成员的煽动。爱国青年更关心“群众政治化”，如果他们想进行一场武装革命，他们就会拿起武器进行集会。

#### 退伍军人民主游行
菲律宾退伍军人联合会（Veterans Federation of the Philippines）安排了“民主游行”（March for Democracy），退伍军人跨过市中市（Intramuros）、黎刹公园（Rizal Park）、内塔看台（Luneta grandstand），然后前往沉园举行了演讲和认捐仪式。菲律宾退伍军人联合会负责人西梅隆·梅达拉上校（Col. Simeon Medalla）解释说，这次集会不是受马科斯鼓舞的，与美国官员或其盟友在集会上被看到的传闻的指控以及总统本人是以前战争中最具战斗经验的老兵的事实相反，他们的目的是“保持战争期间人民奋斗的理想和原则”，这是于游行期间举起的一杆大旗下发表的一项声明。第二天早上，当退伍军人的游行队伍遭到媒体的负面反应时，梅达拉开玩笑说，“是因为我们集会没有暴力吗？” 菲律宾联合残疾退伍军人协会（United Disabled Veterans Association of the Philippines）负责人本·弗洛伦蒂诺（Ben Florentino）评论说，如果“年轻激进分子”像他们一样经历了战争的艰辛，就不会鼓吹暴力。
弗洛伦蒂诺和梅达拉进一步强调，退伍军人是第一批为了要求政府进行合法改革而举行示威的组织。他们也觉得有必要呼吁进行改革，但相信这些应该通过和平方式实现并经历民主进程。选举委员会主席杰米·费勒（Jamie N. Ferrer）将学生示威活动归因于政治体系中腐败猖獗的现象，而公务员专员阿韦拉多·苏必多（Abelardo Subido）则认为他们缺乏年轻人与长辈之间的对话，呼吁父母告诉他们的孩子“我们需要的是通过和平手段实现经济独立的改变。” 虽然许多退伍军人因学生行动的火花而感到高兴，但他们谴责一些部门寻求利用学生的力量达到自己的目的。

### 戒严的意义
费迪南德·马科斯总统认为1月30日在马拉坎南的抗议和围困不仅是个人攻击，而且也是对总统本人的攻击。 他认为这些抗议活动是一场暴动，并且是以武力推翻政府的阴谋的一部分。
当时的司法部长胡安·庞塞·恩里莱（Juan Ponce Enrile）在他的回忆录中回忆说，1月30日马拉坎南袭击时，马科斯总统几乎要宣布戒严。 马科斯总统怀疑，因为他的将军都不在场，一项针对他的政变正在发动，他立即将伊梅尔达和他们的孩子撤到马尼拉湾的一艘海军舰上。
在发表在《菲律宾全景》（Philippine Panorama）的一篇社论中，弗雷德·雷耶斯（Fred Reyes）表示，这些血腥示威可能是即将到来的革命的迹象，远离长期妨碍根本改变的“传统菲律宾价值”，如bahala na，pakikisama和utang na loob。他还强调，虽然所有人都清楚需要改变，但似乎没有人知道需要什么改变。他还指出，在共产主义方面略有不同，因为人们似乎更了解其原因。他还指出，尽管政府指责，但暴动组织没有制造共产主义者。
一季风暴后是一年的示威游行，设立监察线、长途游行、现场剧院、人民法庭和街道议会。这些示威造成了共产主义叛乱的景象，这被用作宣布戒严的理由。  

## 参看
- 德国六八学运
- 法国五月风暴，法国1968年运动
- 特拉特洛尔科事件，墨西哥学生抗议
- 马拉维危机